# Gennes-sur-Glaize
Gennes-sur-Glaize és un municipi francès situat al departament de Mayenne i a la regió de País del Loira. L'any 2007 tenia 958 habitants.

## Demografia

### Població
El 2007 la població de fet de Gennes-sur-Glaize era de 958 persones. Hi havia 348 famílies de les quals 60 eren unipersonals (36 homes vivint sols i 24 dones vivint soles), 120 parelles sense fills, 152 parelles amb fills i 16 famílies monoparentals amb fills.
La població ha evolucionat segons el següent gràfic:
Habitants censats

### Habitatges
El 2007 hi havia 399 habitatges, 351 eren l'habitatge principal de la família, 23 eren segones residències i 25 estaven desocupats. 394 eren cases i 5 eren apartaments. Dels 351 habitatges principals, 278 estaven ocupats pels seus propietaris, 70 estaven llogats i ocupats pels llogaters i 3 estaven cedits a títol gratuït; 1 tenia una cambra, 13 en tenien dues, 54 en tenien tres, 94 en tenien quatre i 189 en tenien cinc o més. 260 habitatges disposaven pel capbaix d'una plaça de pàrquing. A 141 habitatges hi havia un automòbil i a 192 n'hi havia dos o més.

### Piràmide de població
La piràmide de població per edats i sexe el 2009 era:
| Homes | Edats   | Dones |
| ----- | ------- | ----- |
| 0     | 95 o +  | 0     |
| 0     | 90 a 94 | 4     |
| 4     | 85 a 89 | 4     |
| 12    | 80 a 84 | 8     |
| 24    | 75 a 79 | 24    |
| 12    | 70 a 74 | 4     |
| 16    | 65 a 69 | 8     |
| 20    | 60 a 64 | 32    |
| 28    | 55 a 59 | 16    |
| 16    | 50 a 54 | 24    |
| 24    | 45 a 49 | 28    |
| 40    | 40 a 44 | 36    |
| 36    | 35 a 39 | 24    |
| 24    | 30 a 34 | 20    |
| 20    | 25 a 29 | 24    |
| 40    | 20 a 24 | 36    |
| 20    | 15 a 19 | 16    |
| 32    | 10 a 14 | 24    |
| 44    | 5 a 9   | 24    |
| 16    | 0 a 4   | 12    |

## Economia
El 2007 la població en edat de treballar era de 608 persones, 487 eren actives i 121 eren inactives. De les 487 persones actives 456 estaven ocupades (243 homes i 213 dones) i 31 estaven aturades (12 homes i 19 dones). De les 121 persones inactives 39 estaven jubilades, 51 estaven estudiant i 31 estaven classificades com a «altres inactius».

### Ingressos
El 2009 a Gennes-sur-Glaize hi havia 368 unitats fiscals que integraven 1.011 persones, la mediana anual d'ingressos fiscals per persona era de 17.245 €.

### Activitats econòmiques
Dels 27 establiments que hi havia el 2007, 1 era d'una empresa extractiva, 2 d'empreses alimentàries, 2 d'empreses de fabricació d'altres productes industrials, 10 d'empreses de construcció, 3 d'empreses de comerç i reparació d'automòbils, 3 d'empreses d'hostatgeria i restauració, 2 d'empreses financeres, 1 d'una empresa immobiliària, 1 d'una empresa de serveis, 1 d'una entitat de l'administració pública i 1 d'una empresa classificada com a «altres activitats de serveis».
Dels 9 establiments de servei als particulars que hi havia el 2009, 1 era un paleta, 3 guixaires pintors, 3 fusteries, 1 lampisteria i 1 perruqueria.
Dels 2 establiments comercials que hi havia el 2009, 1 era una botiga de menys de 120 m² i 1 una fleca.
L'any 2000 a Gennes-sur-Glaize hi havia 44 explotacions agrícoles que ocupaven un total de 1.958 hectàrees.

## Equipaments sanitaris i escolars
El 2009 hi havia 1 escola elemental i 1 escola elemental integrada dins d'un grup escolar amb les comunes properes formant una escola dispersa.

## Poblacions més properes
El següent diagrama mostra les poblacions més properes.